# Nick Stavinoha
Nicholas Lee Stavinoha (né le 3 mai 1982 à Houston, Texas, États-Unis) est un joueur de champ extérieur au baseball qui a joué dans la Ligue majeure de baseball de 2008 à 2011 pour les Cardinals de Saint-Louis et au Japon en 2012 et 2013.

## Carrière
Nick Stavinoha est drafté en 2002 par les Astros de Houston, qui le choisissent au 39e rang de la séance de repêchage amateur. Le jeune joueur choisit pourtant de ne pas signer avec l'équipe de sa ville natale et va poursuivre ses études à l'Université d'État de Louisiane à Baton Rouge. Il est drafté une seconde fois, étant sélectionné au 7e tour par les Cardinals de Saint-Louis en juin 2005.
Stavinoha fait ses débuts dans les majeures avec les Cardinals le 22 juin 2008. Il fait l'aller-retour entre les mineures et les majeures au cours de ses trois premières saisons.
En novembre 2011, il signe un contrat des ligues mineures avec les Astros de Houston. Il est cependant libéré en décembre pour se joindre aux Hiroshima Toyo Carp de la Ligue centrale japonaise. Il frappe pour ,223 de moyenne au bâton en 66 matchs au Japon en 2012 et 2013.